# Evarist De Roye
Evarist Louis Jules De Roye (Willebroek, 13 februari 1907 – Antwerpen, 13 februari 1978) was een Belgisch componist en hoboïst.
Hij kreeg zijn hobo-opleiding aan het Koninklijk Vlaams Conservatorium waar hij in 1929 met een eerste prijs afstudeerde. Er volgden toen privélessen in de vakken harmonieleer, contrapunt en fuga bij Karel Candael. Daarna volgden als zelfstandig musicus concerten met enkele orkesten zoals dat van de Koninklijke Maatschappij voor Dierkunde Antwerpen (Dierentuinconcerten), maar ook het orkest van de Koninklijke Vlaamse Opera en de orkesten van de casino’s in Oostende en Knokke, In 1934 begon hij zelf met lesgeven aan houtblazers en wel aan de Muziekschool van Willebroek (tot 1940) en was hij in diezelfde periode kapelmeester van "Socialistische Harmonie Arbeid Adelt" in Puurs. Na een straf vanwege pro-Duitse sympathieën (wapendracht tegen België, aldus het Belgisch staatsblad uit 1946 nrs. 244273) kon hij dat laatste pas in 1948 weer oppakken om tot 1978 voor dat orkest te staan. Hij schoof als hoboïst van harmonieorkest tot harmonieorkest.
Hij componeerde zowel klassieke muziek als lichte muziek, dat laatste onder het pseudoniem Evartt Roy. Te noemen werken, aldus de Algemene Muziek Encyclopedie (overgenomen door Roquet):
- 1930: In memoriam (orkest)
- 1934: Fantasia (orkest)
- 1948: Twee miniaturen (orkest)
- 1949: Indrukken uit Nijmegem (orkest)
- 1956: Canzonetta voor hobo of viool met piano (kamermuziek)
- 1956: Trio voor hobo. klarinet en fagot (kamermuziek)
- 1963: Deemstering (harmonieorkest)
- 1968: Hide and seek (harmonieorkest)
- 1971: Benediktiner promanade (harmonieorkest)
- 1972: Sarabande voor koper (harmonieorkest)
- 1972: Motet voor koper (harmonieorkest)
- 1977: Caleidoscoop (harmonieorkest)

Een aantal werken is ook in 2022 nog in druk.